# سولکترون
سولکترون (انگلیسی: Solectron) شرکت الکترونیک آمریکایی است، که در سال ۱۹۷۷ تأسیس شد.